# Egmont Cycling Race
L'Egmont Cycling Race (Grand Prix de la ville de Zottegem jusqu'en 2019) est une course cycliste belge disputée à Zottegem, dans la province de Flandre-Orientale. Créée en 1934, l'épreuve fait partie de l'UCI Europe Tour depuis 2005, en catégorie 1.1. Elle prend son nouveau nom à partir de 2021.
L'édition 2020 est annulée à cause de l'épidémie de maladie à coronavirus.

## Palmarès

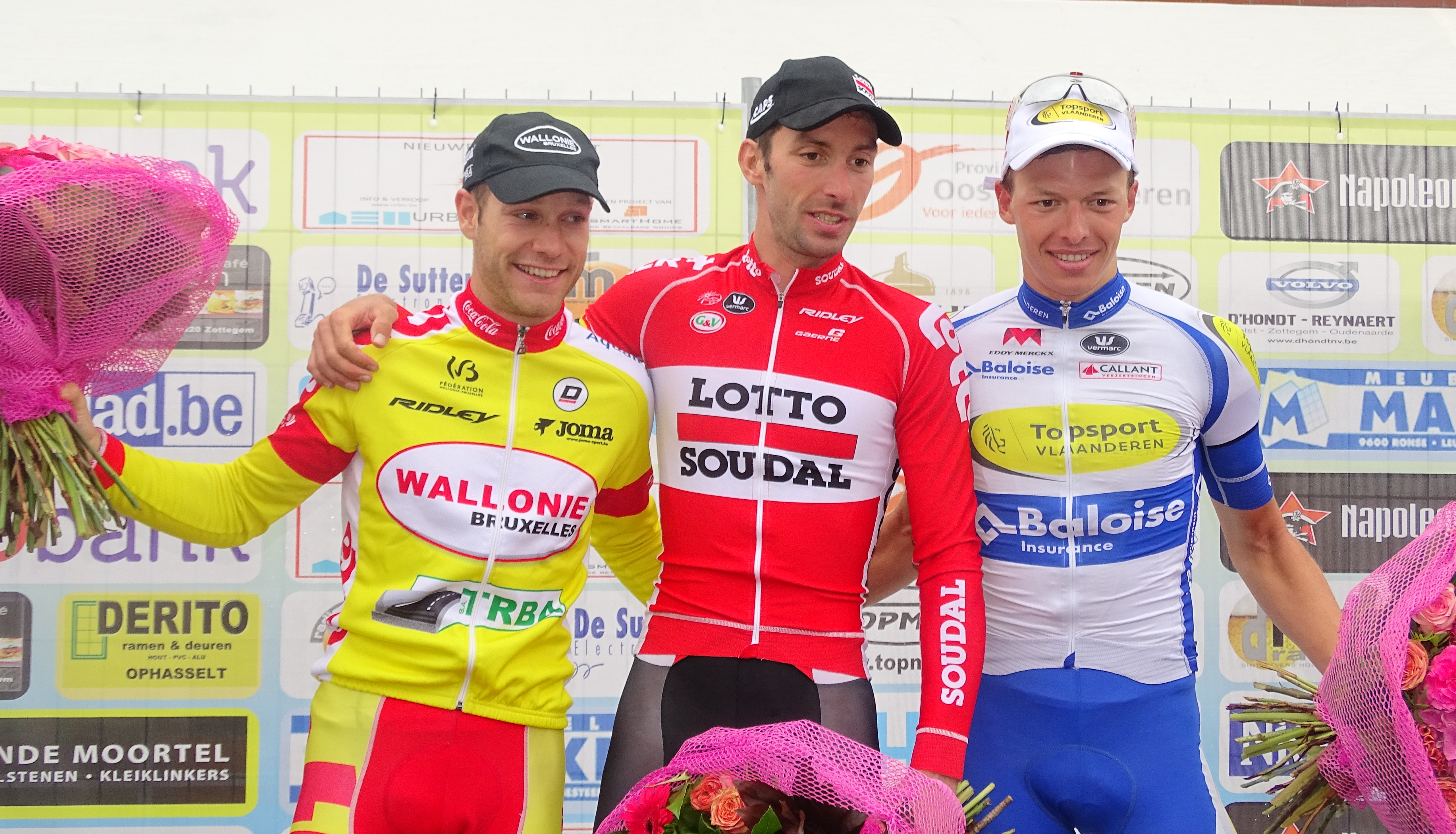
Podium de l'édition 2015 : Antoine Demoitié (2e), Kenny Dehaes (1er) et Oliver Naesen (3e).

| Année              | Vainqueur              | Deuxième              | Troisième               |                  |
| ------------------ | ---------------------- | --------------------- | ----------------------- | ---------------- |
| 1934               | André Verlinden        | Frans Bonduel         | Jérôme France           |                  |
| 1935               | Michel Buyck           | Jozef Loopmans        | Léopold Roosemont       |                  |
| 1936               | Petrus Van Theemsche   | André Defoort         | Jan-Jozef Horemans      |                  |
| 1937               | Sylvain Grysolle       | Albert Beirnaert      | Gaston Denys            |                  |
| 1938               | Lode Janssens          | Louis Hardiquest      | Adolf Braeckeveldt      |                  |
| 1939               | Marcel Kint            | Joseph Moerenhout     | Georges Christiaens     |                  |
| 1940 Pas de course |                        |                       |                         |                  |
| 1941               | Georges Claes          | Sylvain Grysolle      | Albéric Schotte         |                  |
| 1942               | Albert Ritserveldt     | Emiel Faignaert       | Sylvain Grysolle        |                  |
| 1943               | Prosper Depredomme     | Robert Van Eenaeme    | Jan Van Steen           |                  |
| 1944 Pas de course |                        |                       |                         |                  |
| 1945               | Karel De Baere         | Roger Gyselinck       | Camille Beeckman        |                  |
| 1946               | Michel Van Elsué       | Georges D'Haese       | Omer Thys               |                  |
| 1947               | Michel Remue           | Jozef Van Der Helst   | Marcel Boumon           |                  |
| 1948               | Emiel Van der Veken    | Jean Lesage           | Pino Cerami             |                  |
| 1949               | Maurice Blomme         | Jan Storms            | Odiel Vanden Meerschaut |                  |
| 1950               | Maurice Blomme         | Albert Wauters        | Albert Van Herzele      |                  |
| 1951               | Maurice Blomme         | Edward Van Dyck       | Henri Van Kerckhove     |                  |
| 1952               | Leopold Schaeken       | Frans De Prycker      | Pino Cerami             |                  |
| 1953               | Léon De Lathouwer      | Désiré Keteleer       | Pino Cerami             |                  |
| 1954               | Gilbert Desmet         | Karel De Baere        | Gilbert Van de Wiele    |                  |
| 1955               | André Auquier          | Léon De Lathouwer     | Pino Cerami             |                  |
| 1956               | Lucien Mathys          | Maurice Meuleman      | Jean Bellemans          |                  |
| 1957               | Willy Schroeders       | Léon De Lathouwer     | Gentil Saelens          |                  |
| 1958               | Roger Baens            | Julien Pascal         | Daniel Denys            |                  |
| 1959               | Arthur Decabooter      | René Vanderveken      | Gerrit Voorting         |                  |
| 1960               | Jozef Schils           | Clément Roman         | Herman Cornelis         |                  |
| 1961               | Frans Schoubben        | Henri De Wolf         | Henri Van Den Bossche   |                  |
| 1962               | Jozef Schils           | Willy Bocklant        | Francesco Miele         |                  |
| 1963               | Jean-Baptiste Claes    | Hugo Hellemans        | Arnould Flecy           |                  |
| 1964               | Clément Roman          | Eric De Roose         | Emile Moentjens         |                  |
| 1965               | Frans Aerenhouts       | Léon Lenaers          | Roger Seghers           |                  |
| 1966               | Jo de Roo              | Roger Baguet          | Roger Cooreman          |                  |
| 1967               | Roland Van De Rijse    | Jacques Guiot         | Gustaaf De Smet         |                  |
| 1968               | Frans Melckenbeeck     | Leopold Van den Neste | Theo Mertens            |                  |
| 1969               | Willy Van den Eynde    | Roland Callewaert     | Jacques Zwaenepoel      |                  |
| 1970               | Fernand Hermie         | Jacques Zwaenepoel    | Willy Van Neste         |                  |
| 1971               | Albert Van Vlierberghe | Edward Janssens       | Guido Reybrouck         |                  |
| 1972               | Herman Vanspringel     | Noël Vantyghem        | Dirk Baert              |                  |
| 1973               | Maurice Dury           | Phil Bayton           | José De Cauwer          |                  |
| 1974               | André Dierickx         | Jean-Pierre Berckmans | Eddy Verstraeten        |                  |
| 1975               | Jan Raas               | Marcel Laurens        | Willy Van Neste         |                  |
| 1976               | Willem Peeters         | Eddy Merckx           | Willy Scheers           |                  |
| 1977               | Herman Vrijders        | André Delcroix        | Ronny Bossant           |                  |
| 1978               | Daniel Willems         | Walter Godefroot      | Rudy Colman             |                  |
| 1979               | Pol Verschuere         | Eric Van De Wiele     | Herman Vanspringel      |                  |
| 1980               | Etienne Van der Helst  | Ludo Peeters          | Guido Van Sweevelt      |                  |
| 1981               | Gery Verlinden         | Dirk Heirweg          | Mario Mariotti          |                  |
| 1982               | Rudy Colman            | Eddy Vanhaerens       | Eric Van De Wiele       |                  |
| 1983               | Mario Mariotti         | Ludo De Keulenaer     | Jacques Hanegraaf       |                  |
| 1984               | Luc Colijn             | Alain De Roo          | Ferdi Van Den Haute     |                  |
| 1985               | Raoul Bruyndonckx      | Dirk De Wolf          | Philippe Deleye         |                  |
| 1986               | Patrick Cocquyt        | Dirk Durant           | Filip Van Vooren        |                  |
| 1987               | Nico Verhoeven         | Michel Vermote        | Luc Roosen              |                  |
| 1988               | Chris Scharmin         | Frans Maassen         | Carlo Bomans            |                  |
| 1989               | Gino Van Hooydonck     | Johnny Dauwe          | Marc Sprangers          |                  |
| 1990               | Marco van der Hulst    | Sammie Moreels        | Chris Scharmin          |                  |
| 1991               | Peter De Clercq        | Corneille Daems       | Frans Maassen           |                  |
| 1992               | Marc Dierickx          | Rik Van Slycke        | Hendrik Redant          |                  |
| 1993               | Pierre Herinne         | Peter Naessens        | Scott Sunderland        |                  |
| 1994               | Marc Wauters           | Wim Omloop            | Danny Nelissen          |                  |
| 1995               | Hendrik Redant         | Niko Eeckhout         | Raymond Meijs           |                  |
| 1996               | Chris Peers            | Peter Van Petegem     | Peter Naessens          |                  |
| 1997               | Frank Høj              | Dany Baeyens          | Jo Planckaert           |                  |
| 1998               | Paul Van Hyfte         | Chris Peers           | Bart Heirewegh          |                  |
| 1999               | Etienne De Wilde       | Gert Vanderaerden     | Wilfried Peeters        |                  |
| 2000               | Michel Vanhaecke       | Dave Bruylandts       | Serge Baguet            |                  |
| 2001               | Jo Planckaert          | Jans Koerts           | Aart Vierhouten         |                  |
| 2002               | Matthé Pronk           | Janek Tombak          | Gordon McCauley         |                  |
| 2003               | Geert Omloop           | Karsten Kroon         | Wim Vansevenant         |                  |
| 2004               | David Kopp             | Kevin Van Impe        | Björn Leukemans         |                  |
| 2005               | Thomas Dekker          | Enrico Degano         | Kenny van Hummel        |                  |
| 2006               | René Obst              | Gorik Gardeyn         | Ivaïlo Gabrovski        |                  |
| 2007               | Jonas Aaen Jørgensen   | Matthias Friedemann   | Nick Ingels             |                  |
| 2008               | Roy Sentjens           | Preben Van Hecke      | Fabio Polazzi           |                  |
| 2009               | Niko Eeckhout          | Martin Pedersen       | Cyril Lemoine           |                  |
| 2010               | Stefan van Dijk        | Jempy Drucker         | Jonas Van Genechten     |                  |
| 2011               | Svein Tuft             | Willem Wauters        | Adam Blythe             |                  |
| 2012               | Matthias Brändle       | Jempy Drucker         | Wouter Wippert          |                  |
| 2013               | Blaž Jarc              | Boris Dron            | Wouter Mol              |                  |
| 2014               | Edward Theuns          | Tim De Troyer         | Zico Waeytens           |                  |
| 2015               | Kenny Dehaes           | Antoine Demoitié      | Oliver Naesen           |                  |
| 2016               | Tim Merlier            | Timothy Dupont        | Marcel Sieberg          |                  |
| 2017               | Jasper De Buyst        | Joeri Stallaert       | Kenny Dehaes            |                  |
| 2018               | Jérôme Baugnies        | Aimé De Gendt         | Lasse Norman Leth       |                  |
| 2019               | Piotr Havik            | André Greipel         | Christophe Noppe        |                  |
| 2020               | annulé/abandonné       | annulé/abandonné      | annulé/abandonné        | annulé/abandonné |
| 2021               | Danny van Poppel       | Niccolò Bonifazio     | Luca Mozzato            |                  |
| 2022               | Arnaud De Lie          | Arnaud Démare         | Jasper De Buyst         |                  |
| 2023               | Jasper De Buyst        | Alexander Kristoff    | Lionel Taminiaux        |                  |
| 2024               | annulé/abandonné       | annulé/abandonné      | annulé/abandonné        | annulé/abandonné |